# Lauch
La Lauch [laʊx] est une rivière d'Alsace et un affluent de l'Ill, donc un sous-affluent du Rhin.

## Hydronymie
L'origine du nom de la Lauch provient sans doute du celtique lu = eau et bi = petit et de l'allemand aha, eau.
Dans les archives haut-rhinoises, on trouve les noms :
- Loffichia, Loffcia, Lorfaha en 728 ;
- Lovhaha en 807, Loufaha en 817, Lorfaha en 818 ;
- Loûchach en 1259, Lochahe en 1281 ;
- Löchahe en 1302, Löcha en 1363, Lochen en 1369 ;
- Loucha en 1371 et en 1440 ;
- en 1760, les cartes indiquent que le Lauchenbachrunz, le Steinlebachrunz et le Jungfrauenrunz forment la Lauch, au niveau de l'actuel lac de la Lauch.

Il n'est pas exclu que la Lauch ait possédé dans les temps anciens diverses appellations, au moins deux pour son cours rapide en montagne et ses lentes ou capricieuses divagations en plaine. Il semble que la dénomination montagnarde Lauch se soit généralisée. Si une grande partie des toponymes français sont des reprises de termes alsaciens, la Lauch, plus souvent en alsacien Lauchen, est une exception.
Dans ce cas, il faut supposer le gallo-romain loch(ha), ou le vieil-alémanique lahha ou luhha, à l'origine de l'allemand das Loch ou die Lache, les deux proches du latin lacus qui a engendré le mot français lac. Le premier sens indo-européen, présent en gaulois, germanique ou même en latin, signifie le trou, la fosse, éventuellement rempli(e) d'eau soit le lac, le plan d'eau, la rivière calme. Les archéologues allemands ont pu prouver l'existence antique d'un lac naturel, à l'endroit marécageux où les ingénieurs allemands ont recreusé de 1889 à 1892 le lac-réservoir de la Lauch.
Les peuplades gauloises considéraient probablement ce dernier lieu montagnard comme la naissance sacrée de la rivière. D'où l'interprétation alémanique en eau du lac ou « Lochaha », bien observable au milieu du Moyen Âge. Le grand versant au soleil, constellé de chaumes dès l'Antiquité, en a gardé de multiples traces dans sa toponymie.

## Un parcours d'une cinquantaine de kilomètres jusqu'à Colmar
La Lauch prend sa source sur le versant oriental du massif des Vosges, sur les pentes du massif du Breitfirst et du Lauchenkopf vers 1 200 m
d'altitude au-dessus de la vallée de Lautenbach. En contrebas, un barrage datant de 1894 forme le lac de la Lauch. Le torrent fougueux coule d'ouest en est, et forme la limite entre les communes de Linthal, puis Lautenbach au nord et de Lautenbachzell au sud. Ses petits affluents montagnards sont :
- à gauche, le Klinzrunz venu du Klintz(kopf), le Hoellrunz, le Schmelrunz, puis le Belchenbach né sous le versant méridional du Petit Ballon avant d'emprunter la vallée de Linthal, enfin le Grosse Sulzbach et le Petit Sulzbach
- à droite, le Hirsengrabenrunz, le Belchenseebach (apportant les eaux du lac du Ballon), le Felsenbach grossi du Klettenbach né sous une crête du Grand Ballon, le Widersbach.

Elle traverse ensuite la grande vallée élargie du Florival (l'autre nom de la vallée de la Lauch) où elle collecte à gauche le Durrenbach et à droite le ruisseau de Murbach. Le parcours vosgien est estimé à 17 kilomètres.
La Lauch s'assagit en parcourant les champs de fractures de Guebwiller, à hauteur de Buhl et des collines sous-vosgiennes. Elle prend alors une direction nord-ouest/ sud-est entre les collines du horst gréseux de l'Unterlingen et du Grossberg. Après le franchissement de cette vallée rétrécie puis étranglée de Guebwiller de 290 m à 270 md'altitude, le cours entre en plaine et prend progressivement la direction du nord. Son cours s'oriente vers Issenheim, en sort en se divisant dans le Lachmatten en deux bras temporaires, dont le plus petit, méridional, se nomme le Schnecklenbach ; il se dirige vers le centre de Merxheim avant de rejoindre la Lauch en sortie d'agglomération. Le bras principal est dérivé au nord du centre de Merxheim. La Lauch se cabre fortement vers le nord, passe à l'est à proximité de Gundolsheim, puis reçoit le Lohbach à droite, côtoie Rouffach à l'est, entre la voie rapide et la voie ferrée. Mais déjà commence une divergence en bras, principalement le Renngraben ou Rennirgraben, le Lachelmann, le Muhlbach. Après avoir récupéré ce dernier bras, la Lauch contourne le promontoire d'Elsbourg par le sud ainsi que Herrlisheim-près-Colmar, prenant ainsi une direction vers l'est, puis elle coule vers le nord-est.
Au nord dans la plaine du ban d'Eguisheim, le cours naturel est abandonné. Elle est canalisée vers Colmar par le chenal de la vieille Thur au-dessus de la route de Colmar vers Sainte-Croix-en-Plaine. Elle passe d'abord sous une voie rapide, puis sous la voie ferrée Colmar-Chalampé ou Neuf-Brisach, pour se jeter dans l'Ill entre Colmar et Horbourg.
Autrefois, la Lauch se jetait dans l'Ill au nord-ouest de Colmar, gonflée des eaux du canal du Logelbach, un canal dérivant une partie des eaux de la Fecht depuis Turckheim. Il en subsiste un vieux lit dénommé Lauch qui est réactivé au lieu-dit Dichelé, divague dans les bois et prairies, reçoit le Landgraben à gauche, passe canalisé sous la voie ferrée Colmar-Chalampé, gagne le sud-est du centre-ville, dans le vieux quartier autrefois pittoresque et toujours touristique de la Petite Venise, avant de rejoindre le Logelbach qui traverse l'agglomération de Colmar d'est en ouest, à l'actuel port du canal. Il conflue 1,5 km plus au nord avec l'Ill à 185 m d'altitude, face au départ du canal de Colmar.

## Affluents
- le Steinlebachrunz (rd) sur les communes de Oderen et de Fellering avec un affluent :
  - le Jungfrauenrunz (rd) sur les communes de Oderen et de Fellering
- le Hirzengrabenrunz (rd) sur la commune de Lautenbachzell
- le Klinzrunz (rg) 1,6 km sur la commune de Linthal
- le Rehgrabenrunz (rd) sur la commune de Lautenbachzell
- le Schmelzrunz (rg) sur la commune de Linthal
- le Belchenseebach (rd) sur la commune de Lautenbachzell avec un affluent :
  - le Clusbach (rg) sur la commune de Lautenbachzell
- le Hoellrunz (rg) sur la commune de Linthal
- le Schellrunz (rg) sur la commune de Linthal
- le Felsenbach (rd) sur la commune de Lautenbachzell avec un affluent :
  - le Kletterbach (rd) sur les communes de Murbach et de Lautenbachzell
- le Linthalbach (rg) sur la commune de Linthal avec deux affluents :
  - le Belchenbach (rg) sur la commune de Linthal
  - le Luttenbachrunz (rd) sur la commune de Linthal
- le Gross Sultzbach (rg) sur la commune de Lautenbach
- le Klein Sultzbach (rg) sur la commune de Lautenbach
- le Widersbach (rd) sur la commune de Lautenbachzell
- le Kreuzbach (rg) sur la commune de Lautenbach
- le Durrenbach (rg) sur les communes de Lautenbach et de Buhl avec un affluent :
  - le Krebsbach (rg) sur les communes de Lautenbach et de Buhl
- ruisseau de Murbach (rd) 6,3 km sur les communes de Murbach, Buhl et de Guebwiller avec un affluent :
  - le Studigbach (rg) sur la commune de Murbach
- défluence du Schecklenbach (rd) sur les communes de Issenheim et de Merxheim avec un affluent :
  - le Lachmattenbach (rd) sur les communes de Issenheim et de Merxheim
- défluence du Rinnengraben (rd) sur les communes de Gundolsheim et de Rouffach
- défluence du Brunngraben (rd) sur les communes de Gundolsheim et de Rouffach
- l' Ohmbach (rg) 9,1 km sur les communes de Soultzmatt, Westhalten et de Rouffach avec six affluents :
  - le Schaffermattrunz (rd) sur les communes de Rouffach et de Osenbach (dont les eaux se perdent dans les vignes) avec un affluent :
    - le Gschweng (rg) sur les communes de Rouffach et de Osenbach

  - le Muttenthalrunz (rd), (dont les eaux se perdent dans les vignes) sur les communes de Rouffach et de Soultzmatt
  - le Baerenbach nommé en amont le Thannhurstelrunz (rd) 3,7 km sur les communes de Rouffach et de Soultzmatt
  - le Thannwillerbach (rd) sur la commune de Soultzmatt avec deux affluents :
    - le Kaltenbach (rd) 3,2 km sur la commune de Soultzmatt avec 1 affluent :
      - le Butzenbach (rd) sur la commune de Soultzmatt

    - le Muhlmattenbach (rd) 3,9 km sur les communes de Rouffach et de Soultzmatt

  - l' Ochsenbach (rd) sur les communes de Osenbach et de Soultzmatt (dont le cours est en partie souterrain) avec deux affluents :
    - le Baerenthal sur les communes de Pfaffenheim et de Osenbach
    - le Pfaffenheimertranck sur les communes de Pfaffenheim et de Osenbach

  - défluence du Dorfgraben (rg) vers la Lauch, sur la commune de Rouffach
  - le Quierenbach (rd) sur les communes de Soultzmatt, Orschwihr, Bergholtzzell, Bergholtz, Rouffach et de Gundolsheim avec un affluent :
    - le Banngraben sur les communes de Orschwihr et de Bergholtzzell
- le Lohbach (rd) 18,6 km sur les communes de Merxheim, Gundolsheim et de Rouffach avec deux affluents :
  - le Durbach ou Scheidgraben (en amont) (rd) sur la commune de Merxheim
  - le Waldbach ou Scheidbach (rd) sur les communes de Ungersheim, Réguisheim et de Merxheim avec deux affluents :
    - le Dorfbach (rd) 3,7 km sur la commune de Raedersheim avec un affluent :
      - le Breigraben (rd) sur la commune de Raedersheim

    - le Rimbach 18 km avec cinq affluents :
      - le Firstackerrunz (rd) sur la commune de Wuenheim
      - le Diefenbach (rd) sur la commune de Wuenheim
      - le Lautenbaechlein (rd) 2,8 km sur la commune de Jungholtz
      - le Thierenbach (rd) sur les communes de Wuenheim et de Jungholtz avec un affluent :
        - le Schindelthal (rg) sur la commune de Wuenheim

      - le Rohrgraben (rd) sur les communes de Issenheim et de Raedersheim
- défluence du Renngraben (rd) sur la commune de Rouffach
- le Dorfgraben (rg) sur la commune de Rouffach
- défluence du Muhlbach (rd) sur les communes de Rouffach, Pfaffenheim et de Hattstatt
- le Fallbach (rd) sur les communes de Hattstatt et de Gueberschwihr avec un affluent :
  - le Kuhlagergraben (rd) sur la commune de Gueberschwihr
- la Vieille Thur (rd)
- défluence du canal de la Thur vers l'Ill
- le Landggraben nommé en amont le Stauffenrunz puis le Marbach (rg) sur les communes de Eguisheim, Husseren-les-Châteaux, Obermorschwihr, Herrlisheim-près-Colmar, Wettolsheim et de Colmar avec un affluent :
  - le Malsbach sur les communes de Wettolsheim et de Eguisheim
- le Sinnbach ou Gerberbach (rg) (branche sud du canal du Logelbach) sur la commune de Colmar
- le Landwasser (rd) (cours d'eau phréatique) sur la commune de Colmar
- le Bliesgraben (rd) (cours d'eau phréatique) sur la commune de Colmar
- la Silberrunz (rd) (cours d'eau phréatique) sur la commune de Colmar
- le Brennbaechlein (rg) (branche nord du canal du Logelbach) sur la commune de Colmar

## Hydrographie
La Lauch présente un régime pluvial océanique à hautes eaux d'hiver et à basses eaux d'été. Le bassin montagnard qu'elle draine directement ne s'étend que sur 82 km2. La pente de cette rivière montagnarde, au cours assez bref comparé à la Fecht (environ 30 km) ou à la Thur (33 km), est en conséquence forte, de l'ordre de 55 pour mille. Son bassin montagneux, décalé vers l'est du fait des ramifications secondaires des crêtes vosgiennes haut-rhinoises, est sensiblement plus à l'abri que ceux drainant la chaine principale. Mais, au cours de la décennie 1970-1979, il recueille en moyenne une lame de 1300 mm par an. Les précipitations à la station du lac de Lauch, à 940 m d'altitude, s'élève encore à 1800 mm par an. Même la station surélevée de Guebwiller à 350 m d'altitude peut atteindre de l'ordre de 1000 mm par an. Le débit moyen annuel à Buhl après la vallée du Florival, élargie dans les grès du Trias par la faille de Schweighouse, reliée au fossé de Wintzfelden, s'élève à 1,63 m3/s. Le débit dans le goulet guebwillerois est estimé à 1,8 m3/s, pour un module de 20 à 24 l/s/km2.
Hormis le granite des sommets et les bandes granitiques liées à la faille du Boelensgrab au Hundsruck, les principales roches appartiennent aux séries schisto-grauwackeuses du Viséen, dites du Markstein et de Thann. Fissurées, perméables en profondeur, elles sont recouvertes de formations superficielles d'épaisseur variables, de quelques mètres à plus de 10 mètres. En zone forestière, les limons argileux du Viséen ou les arènes issues de la désagrégation des granites jouent un excellent rôle filtrant : ainsi, de petites sources nombreuses ont été souvent mises en fontaine pour l'habitat montagnard temporaire ou continuent d'être captées au profit des réseaux d'adductions communaux.
Pourtant, le taux de ruissellement ou d'écoulement en surface de ce petit bassin est encore estimé à plus de 60 %. La partie montagneuse de la Lauch est responsable des grosses pulsations de débit en cas de précipitations conséquentes.
La Lauch provoque régulièrement des crues lors de la fonte des neiges et a provoqué dans le passé des dégâts dans les villages et contrées traversés.
La plaine aux alluvions essentiellement perméables confère à la rivière des caractéristiques contrastées au cours de son atterrissement. Sur l'ensemble de son cours, la Lauch n'a qu'une pente moyenne de 20,3 pour mille. Le bassin de la Lauch en plaine, grossie des sous-bassins bordiers de l'Ohmbach, venu en rive gauche de la vallée de Soultzmatt (débit de 0,26 m3/s à Westhalten) et du modeste Lohbach, venu de la vallée de Rimbach sous le Grand Ballon, couvre 308 km2.

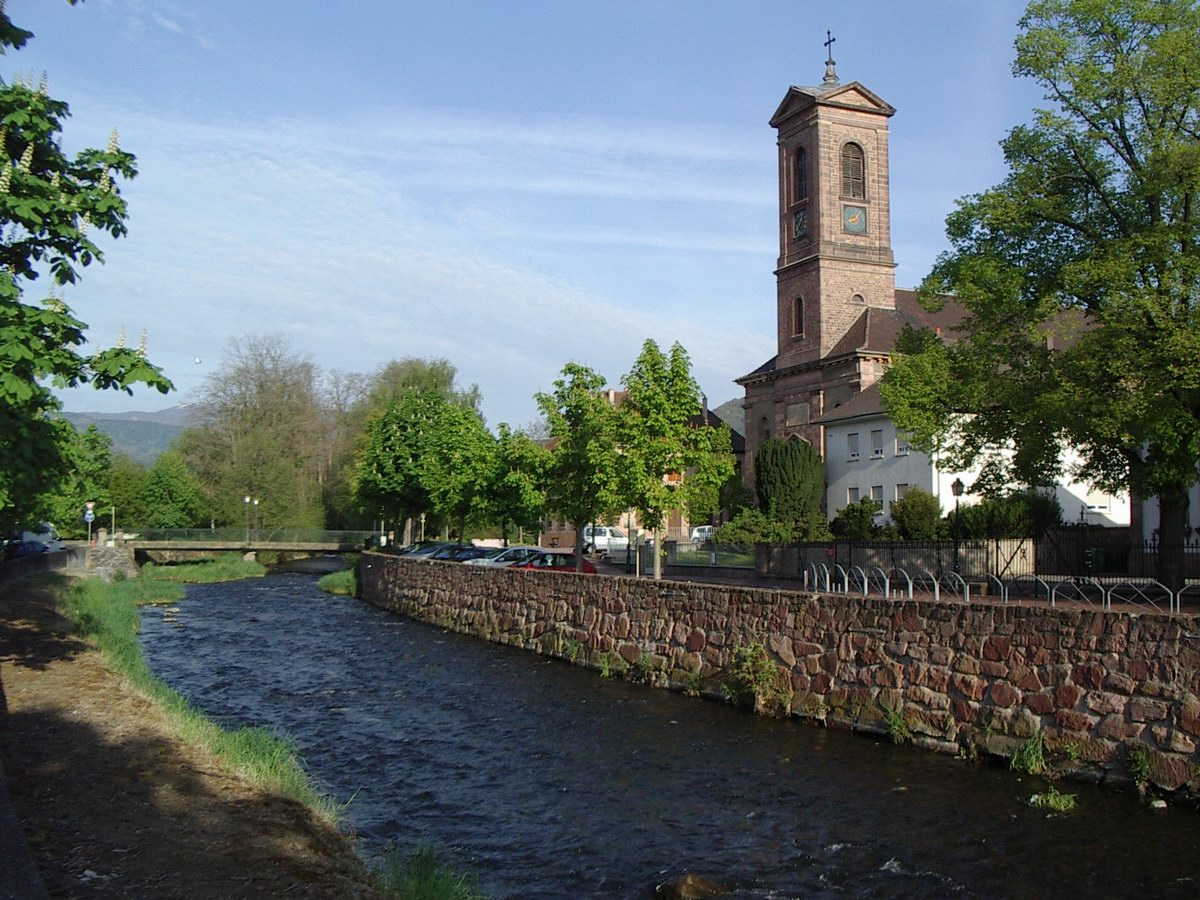
La Lauch à Issenheim devant l'église Saint-André (Haut-Rhin).

La rivière draine également en rive droite jusqu'à Éguisheim les collines marno-calcaires et lœssiques, porteurs des cultures viticoles souvent sèches. En rive droite, le réseau hydraulique de plaine est complexe, profondément artificiel. L'évapotranspiration l'emporte sur les précipitations, sans compter les pertes par infiltration dans les niveaux abaissés de la nappe phréatique. À Éguisheim, le module n'est plus que 5 ou 6 l/s/km2. L'étiage tombe à 30 l/s, parfois il s'annule. La rivière peut ainsi être à sec pendant les trois mois d'été caniculaire, comme souvent entre 1971 et 1976. Entre Issenheim et Herrlisheim, l'écoulement normal est stationnaire et la Lauch peut parfois être déjà à sec lors des étés torrides. D'une manière générale, les eaux s'étalent dans le lit majeur entre Pfaffenheim et Colmar.
Dans le chenal de la vieille Thur, il peut se perdre la moitié du débit par infiltration, soit jusqu'à 25 millions de m3 d'eau par an. Mais, à l'approche de Colmar, les pertes s'amenuisent, la nappe phréatique plus haute réalimentent les rivières canalisées.
La rapidité des crues dans la partie montagneuse ou collinaire du bassin global de la Lauch provoque de fréquents débordements différé entre Gundolsheim et Colmar, quasiment de l'ordre de un à deux ans, malgré les travaux de rectification et de régularisation multiséculaire.
En plaine, les terrasses les plus basses et récentes de la Lauch étaient le plus souvent des prairies humides, aujourd'hui en majorité drainées par des fossés et ruisseaux. Les terrasses anciennes, donc les plus hautes, de la Lauch autrefois plus puissante, sont couvertes de bois et de forêts. Ainsi l'Altwald, le Bois de Rouffach, la forêt de la Thur, le bois de Colmar...

## Histoire
En 1281, les Annales des Dominicains de Colmar faisaient déjà part d'inondations. Le débordement de la rivière touchait la ville de Soultz et causait de nombreux dommages. À Guebwiller, la montée de la Lauch entraîne des glissements de terrain catastrophiques.
En décembre 1740, de très fortes précipitations accompagnées de vents violents ont gonflé considérablement le lac du Ballon. Les eaux débordent du lac et rompent, au milieu de la nuit, les écluses que Vauban y avait construites pour alimenter le canal de Guebwiller à Neuf-Brisach ; la Lauch déborda et provoqua une inondation brutale et meurtrière de sa vallée montagnarde et de son piémont que conserva longtemps la mémoire collective.
Les crues de la Lauch peuvent être soudaines et violentes, le module spectaculaire de 500 l/s/km2 est atteint par forte pluie sur une neige mouillée ou fondue jusqu'à l'amont de Buhl ou de Guebwiller. Les inondations s'étendent plus lentement en plaine dans le cours inférieur, comme en 1947 ou en 1955. Le 14 juillet 1955, la vallée de Guebwiller enregistre un débit de 40 m3/s. La rivière gonflée pour les mêmes raisons dévale, le 9 février 1970, avec un débit de 35 m3/s.
Entre Pfaffenheim et Colmar, des crues moins fortes engendrent des submersions capricieuses, notamment en décembre 1981, en janvier 1982, en décembre 1982, en avril-mai 1983... À l'inverse, les étés caniculaires assèchent le cours de la Lauch, canalisée ou non, en plaine.
Ces faits répétés sont à l'origine d'importants travaux de rectification et de régularisations, développés depuis trois siècles. Entre 1966 et 1968, ils concernaient le tronçon compris entre Issenheim et Gundolsheim. La canalisation progressive n'empêche nullement les crues, de fait impossibles à contrôler. Des bassins ou zones de rétention ont été proposées, à l'instar des lacs du Ballon et de la Lauch en montagne, afin d'écrêter au mieux les grandes crues. Notons que ces derniers étaient conçus pour régulariser les apports d'eau, pour les grands ouvrages d'art, la force motrice de l'industrie ou l'irrigation.
En septembre 2023, des militants écologistes d'Extinction Rebellion déversent un colorant vert dans les eaux de la Lauch pour protester contre l’enfouissement de déchets toxiques. Ils sont accusés par le maire d’avoir provoqué la mort de nombreux poissons. Selon ce dernier, les habitants ont constaté l’apparition en surface des eaux de la Lauch de nombreux poissons morts à la suite du déversement du colorant.